# Saison 3 des Experts
Chronologie
Saison 2 Saison 4
Cet article présente le guide des épisodes de la troisième saison de la série télévisée Les Experts (CSI: Crime Scene Investigation).

## Distribution

### Acteurs principaux
- William Petersen (V.F.: Stéfan Godin) : Gil Grissom
- Marg Helgenberger (V.F.: Emmanuelle Bondeville) : Catherine Willows
- Gary Dourdan (V.F.: Éric Aubrahn) : Warrick Brown
- George Eads (V.F.: Denis Laustriat) : Nick Stokes
- Paul Guilfoyle (V.F.: François Dunoyer) : Jim Brass
- Jorja Fox (V.F.: Laurence Dourlens) : Sara Sidle
- Eric Szmanda (V.F.: Benjamin Boyer) : Greg Sanders
- Robert David Hall (V.F.: Pascal Casanova) : Albert Robbins

### Acteurs récurrents et invités
- David Berman (V.F.: Jérémy Prévost) : David Phillips (14 épisodes)
- Archie Kao : Archie Johnson (8 épisodes)
- Gerald McCullouch (en) : Bobby Dawson (7 épisodes)
- Romy Rosemont : Jacqui Franco (6 épisodes)
- Jeffrey D. Sams : Det. Cyrus Lockwood (6 épisodes)
- Wallace Langham (V.F.: Jérémy Prévost) : David Hodges (5 épisodes)
- Christopher Wiehl : Hank Peddigrew (5 épisodes)
- Joseph Patrick Kelly : Officer Joe Metcalf (4 épisodes)
- Skip O'Brien (en) : Sgt. Ray O'Riley (4 épisodes)
- Elizabeth Mitchell : Melissa Winters (épisode 14)
- Joseph Mazzello : Justin Lamond (épisode 14)
- Melinda Clarke : Lady Heather (épisode 15)
- Pauley Perrette : Candice Lake (épisode 15)
- Michael Riley : Steven McCormick (épisode 15)
- Cameron Daddo : Rick Walters (épisode 16)
- Sam Jaeger : Kevin Mertz (épisode 16)
- Elaine Hendrix : Harper (épisode 21)
- Patrick Fabian : Rhonde Confer (épisode 21)
- Arielle Kebbel : une jeune fille (épisode 21)
- Danielle Panabaker : une jeune fille (épisode 22)

## Épisodes

### Épisode 1:Coup de poker
- États-Unis /  Canada : 26 septembre 2002 sur CBS / CTV
- France : 1er mars 2003 sur TF1
- Québec : date inconnue sur Séries+

- États-Unis : 30,47 millions de téléspectateurs[1]

Carmine Giovinazzo

### Épisode 2:Les Dés sont jetés
- États-Unis : 3 octobre 2002 sur CBS / CTV
- France : 1er mars 2003 sur TF1[2]

- États-Unis : 28,46 millions de téléspectateurs[3]

Chad Michael Murray (Tom Haviland)

### Épisode 3:Propriété privée
- États-Unis : 10 octobre 2002
- France : 8 mars 2003 sur TF1

- États-Unis : 29,90 millions de téléspectateurs[4]

### Épisode 4:Le Secret de la Joconde
- États-Unis : 17 octobre 2002
- France : 15 mars 2003 sur TF1

- États-Unis : 30,81 millions de téléspectateurs[5]
- France : 6,39 millions de téléspectateurs[6] (rediffusion)

### Épisode 5:La Grande illusion
- États-Unis : 31 octobre 2002
- France : 22 mars 2003 sur TF1

- États-Unis : 28,95 millions de téléspectateurs[7]

- Tom Noonan (Zephyr Dillinger)
- Jennifer Sky (Matilda)
- Catherine Grace (Orlando Wife)
- Jon Sklaroff (Punky Dillinger)
- Lawrence Monoson (Toby Arcane)
- Archie Kao (Archie Johnson)
- Blumes Tracy (Gus Kenyon)
- Jack McGee (Road Manager)
- Esteban Powell (Drummer)
- Sven Holmberg (Bassist)
- Salvator Xuereb (Keith Castle)
- Tushka Bergen (Samantha Dean)

### Épisode 6:L'Enquête inachevée
- États-Unis : 7 novembre 2002
- France : 29 mars 2003 sur TF1

- États-Unis : 27,86 millions de téléspectateurs[8]

### Épisode 7:Dernier Round
- États-Unis : 14 novembre 2002
- France : 5 avril 2003 sur TF1

- États-Unis : 29,94 millions de téléspectateurs[9]

### Épisode 8:Vengeance à retardement
- États-Unis : 21 novembre 2002
- France : 29 mars 2003 sur TF1

- États-Unis : 25,97 millions de téléspectateurs[10]

### Épisode 9:Tous coupables
- États-Unis : 5 décembre 2002
- France : 7 février 2004 sur TF1

- États-Unis : 29,74 millions de téléspectateurs[11]

### Épisode 10:Mort à l'arrivée
- États-Unis : 12 décembre 2002
- France : 19 avril 2003 sur TF1

- États-Unis : 25,89 millions de téléspectateurs[12]
- France : 5,0 millions de téléspectateurs[13] (Rediffusion à 15h05)
- France : 8,016 millions de téléspectateurs[6](rediffusion)

### Épisode 11:Recette pour un meurtre
- États-Unis : 9 janvier 2003
- France : 31 mai 2003 sur TF1

- États-Unis : 25,48 millions de téléspectateurs[14]

### Épisode 12:À vue d'œil
- États-Unis : 16 janvier 2003
- France : 8 juin 2005 sur TF1

- États-Unis : 27,87 millions de téléspectateurs[15]
- France : 6,334 millions de téléspectateurs[16] (rediffusion)

Des ornithologues amateurs découvrent un œil dans le bec d'un corbeau. En analysant le contenu du nid du corbeau, des membres de l'équipe déterminent que le corps d'une femme se trouve dans une décharge publique.
Catherine Willows est chargée de l'enquête. Elle accumule différents indices qui pointent vers le mari de la défunte. En effet, il n'a jamais mentionné qu'elle avait disparu depuis quelques années mais affirme qu'elle est ré-apparue tout récemment pour disparaître à nouveau. Il semble mener la vie dure à ses enfants. Une police d'assurance-vie sur son épouse, dont il est bénéficiaire, a été remplie voici un peu moins de cinq ans et le montant sera versé dans quelques jours car une des clauses prévoit une prescription de cinq ans. Sa fille de 15 ans est probablement enceinte à la suite d'un inceste et témoigne de son amour envers son père. Enfin, il est peu collaboratif avec les enquêteurs.
Ébranlée par autant d'indices, Catherine s'implique émotionnellement dans cette enquête. Elle agit pour faire arrêter le mari mais Grissom lui demande de s'en tenir aux indices.

### Épisode 13:Balle perdue
- États-Unis : 30 janvier 2003
- France : 26 avril 2003 sur TF1

- États-Unis : 27,48 millions de téléspectateurs[17]

- Keith David : Matt Phelps

Alors que Matt Phelps, père monoparental, envoie ses enfants se coucher, une giclée de balles s'abat contre sa maison, tuant sur le coup sa fillette. Ami proche du père, Warrick participe à cette enquête même s'il a des liens effectifs certains.
Plus tard, à cause de son inimitié de longue date envers un premier suspect, Warrick pose des gestes qui interfèrent avec l'enquête. Par exemple, lorsque son ami proche apprend l'identité de ce premier suspect, il le bat violemment et se retrouve derrière les barreaux, une première conséquence inattendue du comportement de Warrick.
Plus tard dans l'épisode, Warrick apprendra qui a tué la fillette, un garçon renvoyé du centre d'aide animé par son ami proche. Une autre conséquence inattendue du comportement de Warrick est la fermeture temporaire du centre d'aide, ce qui n'aide guère les jeunes défavorisés du quartier.

### Épisode 14:Par amitié
- États-Unis : 6 février 2003
- France : 17 mai 2003 sur TF1

- États-Unis : 25,60 millions de téléspectateurs[18]

- Elizabeth Mitchell (Melissa Winters)
- Ingrid Raines (Doreen)
- Chad Morgan (Joanne)
- Devon Gummersol (Reed Ramble)
- Joe Michael Burke (First Officer)
- Frank Novak (Judge)
- Rick Worthy (Dr. Stewart)
- Joseph Mazzello (Justin Lamond)
- Romy Rosemont (Jacqui Franco)
- Hallie Lambert (Susie Spiegel)
- Gerald McCullouch (Bobby Dawson)
- Leslie Grossman (Wendy Orr)
- Jeff Kober (Roger Wilder)
- Barry Sigismondi (Police Officer)

### Épisode 15:Dangereuses liaisons
- États-Unis : 13 février 2003
- France : 27 mars 2004 sur TF1

- États-Unis : 27,21 millions de téléspectateurs[19]
- France : 6,783 millions de téléspectateurs[20] (rediffusion)

- Geoffrey Rivas (Det. Sam Vega)
- Archie Kao (Archie Johnson)
- Leslie Bega (Leah Banks)
- Madison McReynolds (Lindsay Willows)
- Timothy Carhart (Eddie Willows)
- Melinda Clarke (Lady Heather)
- Shayne Anderson (Bouncer #1)
- Sandra McCoy (Hot Chick)
- Kata Dobo (Chole Samms)
- David Fogg (Lord Create DJ)
- Elizabeth Berkley (Rene)
- Ian Anthony Dale (Trey Buchman)
- Rick Pasqualone (Jenkins)
- P.B. Hutton (Teacher)
- Rib Hillis (Croix Richards)
- Amy Pietz (Rebecca McCormick)
- Michael Riley (Steven McCormick)
- Pauley Perrette (Candice Lake)
- Alimi Ballard (Producer)
- Benjamin Benitez (Mix Engineer)
- Sam Ball (Zed Kiner)
- Tomiko Fraser (Tall Party Girl)

### Épisode 16:La Fièvre de l'or
- États-Unis : 20 février 2003
- France : 10 mai 2003 sur TF1

- États-Unis : 27,95 millions de téléspectateurs[21]
- France : 9,418 millions de téléspectateurs[6] (rediffusion)

- Jeffrey D. Sams (Det. Lockwood)
- Joseph Patrick Kelly (Officer Metcalf)
- Loren Lazerine (Alex James)
- Cameron Daddo (Rick Walters)
- Sam Jaeger (Kevin Mertz)
- Dwayne Adway (Tavian)
- Christina Christian (Kenisha Jones)
- Mshershalalashbaz Ali (Antwaan)
- Tequan Richmond (Tramelle)
- Leslie Silva (Tamara)
- Gregory Storm (Tyrell)
- Tracy Middendorf (Bridget Willis)
- Alexandra Victoria Lee (Josie)
- Jimm Giannini (Joe)
- Steffom Sam Jr. (Isiah)

### Épisode 17:La Mort au tournant
- États-Unis : 13 mars 2003
- France : 10 janvier 2004 sur TF1

- États-Unis : 28,60 millions de téléspectateurs[22]

### Épisode 18:Tri non sélectif
- États-Unis : 3 avril 2003
- France : 10 janvier 2004 sur TF1

- États-Unis : 26,37 millions de téléspectateurs[23]

### Épisode 19:Dernière séance
- États-Unis : 10 avril 2003
- France : 24 janvier 2004 sur TF1

- États-Unis : 26,45 millions de téléspectateurs[24]

### Épisode 20:La Source du mal
- États-Unis : 24 avril 2003
- France : 17 janvier 2004 sur TF1

- États-Unis : 25,22 millions de téléspectateurs[25]

### Épisode 21:Une affaire de haut vol
- États-Unis : 1er mai 2003
- France : 17 janvier 2004 sur TF1

- États-Unis : 22,66 millions de téléspectateurs[26]

- Jeffrey D. Sams (Det. Lockwood)
- Christinna Chayncey (Lori Hutchins)
- Jonathan Slavin (en) (Jason Banks)
- Nigel Gibbs (Pilot)
- Keith MacKechnie (Co-pilot)
- Patrick Fabian (Rhone Confer)
- Michael Lawson (Toby Wellstone)
- Susan Walters (Meridith Michaels)
- Michael Mantell (Dr Peck)
- Elaine Hendrix (Harper)
- Jill Noel (Jill Frommer)
- Lee Garlington (Kathy Frommer)
- Doan Ly (Jessie Menken)
- Kara Houston (Girl #1)
- Arielle Kebbel (Girl #2)
- Lisa Wilhoit (Girl #3)
- Oliva Friedman (Alyssa Jamison)
- Cheryl McWilliams (Mrs. Confer)

### Épisode 22:Liaison fatale
- États-Unis : 8 mai 2003
- France : 31 janvier 2004 sur TF1

- États-Unis : 25,10 millions de téléspectateurs[27]
- France : 8,633 millions de téléspectateurs[20] (rediffusion)

- Danielle Panabaker : Une fille

### Épisode 23:Le Mystère de la chambre forte
- États-Unis : 15 mai 2003
- France : 7 février 2004 sur TF1

- États-Unis : 23,87 millions de téléspectateurs[28]
- France : 8,184 millions de téléspectateurs[20] (rediffusion)

- Jeffrey D. Sams (Det. Lockwood)
- David Berman (David Phillips)
- Scott Wilson (Sam Braun)
- Romy Rosemont (Jacqui Franco)
- Gerald McCullouch (Bobby Dawson)
- Lawrence McNeal III (Bank Robber #2)
- Dennis Keiffer (Bank Robber #3)
- Emilio Rivera (Bank Robber #4)
- Michael Shamus Wiles (Rob Rubio)
- Christie Lynn Smith (Mother)
- Keith Davis (Driver Larry Whiting)
- Scott DeFoe (Swat Leader)
- David Selberg (Bank Manager)
- Jimmy "Jax" Pinchak (Boy)

Des hommes lourdement armés et portant cagoule attaquent une banque. Au lieu de s'emparer de l'argent, un des braqueurs se rend à la salle des coffres et y fait exploser des charges. Dans la banque, le détective Lockwood est abattu alors qu'il tente de sauver un garçon et sa mère. Pendant que les braqueurs s'enfuient à bord d'un monospace, des véhicules de police arrivent près de la banque. Ils reçoivent des balles tirées d'un immeuble, ce qui incitent leur conducteur à les arrêter sur place pour découvrir le tireur embusqué.
Arrivés sur les lieux, Grissom et Catherine se rendent à la salle des coffres et Grissom spécule que les braqueurs n'étaient intéressés que par un seul coffre. En observant une vitre percée par une balle, Grissom détermine que le coup de feu qui a abattu Lockwood est venue de l'extérieur de l'édifice et non de l'un des braqueurs.
Le monospace qui a servi à transporter les braqueurs est retrouvé, son chauffeur mort étranglé de façon experte. Dans le même temps, Grissom et Sara analysent la salle des coffres, confirmant les soupçons de Grissom. Il y ramasse au passage un boîtier de télécommande. Nick analyse les véhicules de police qui ont reçu des balles et en conclut qu'elles proviennent d'une arme à feu de précision. Sara de son côté tente de déterminer quel coffre a été volé. Warrick rapportera à Grissom que les braqueurs ont utilisé un onguent de camouflage, produit courant dans l'armée.
En faisant des recherches, Catherine détermine que le chauffeur est un ancien détenu qui travaillait dans un casino détenu par son ami Sam Brown. Grissom et Catherine se demandent comment le casino a pu engager un ancien détenu, pratique interdite au Nevada. Grissom demande à Catherine de rencontrer Sam Brown, mais elle a des réticences puisqu'ils sont amis. Grissom lui donne le feu vert quand même.
Catherine rencontre Sam Brown dans l'un de ses casinos. Il affirme ne pas connaître le chauffeur, mais elle ne le croit pas. Elle lui rappelle que l'an passé, une serveuse, Viviane, a été tuée au couteau dans l'un de ses casinos, ce qui est mauvais pour les affaires. Il lui réplique que certaines choses ne doivent pas être révélées.
À l'appartement du chauffeur, Brass et Warrick découvrent qu'il gagnait beaucoup pour occuper un poste de valet affecté aux automobiles.
Au laboratoire, Grissom apprend que les balles recueillies à la banque et dans le véhicule de police proviennent de la même arme, dont le propriétaire actuel est en pratique impossible à déterminer. Par contre, l'expert en balistique lui apprend que seuls des personnes formées par l'armée sont capables de tirer avec autant de précision.
Plus tard, Nick trouvera le lieu d'où est parti le coup de feu, mais ne pourra trouver un indice qui le mènera au tireur. Sara, en replaçant les différents coffres éparpillés dans la salle des coffres, parvient à déterminer quel coffre a été retiré de la salle.
Grissom et Catherine rencontrent Sam Brown pour qu'il leur parle de Benny Murdoch. Il en parle avec bonheur, même s'il est décédé depuis peu, l'ayant eu comme bras droit. Brown fait remarquer à Catherine qu'il la connaissait bien, et vice-versa. Peu après, il les renvoie.
De son côté, Grissom demande au docteur Robbins de diagnostiquer son problème d'audition. Robbins confirme qu'il est atteint au point d'être menacé de surdité et que Grissom peut sauver son audition en se faisant opérer au plus tôt.
Plus tard, au laboratoire, l'équipe se demande comment remonter jusqu'aux braqueurs faute d'indices suffisants. Autour de la table, alors qu'ils mangent, Grissom demande comment une petite feuille de papier peut se retrouver dans un biscuit chinois. Nick explique le procédé et Grissom s'aperçoit qu'il y a un endroit où ils n'ont pas cherché : il se précipite au laboratoire et ouvre le boîtier ayant servi de télécommande à la banque. À l'intérieur se trouve une empreinte digitale qui provient du chef de la sécurité de Sam Brown, un ancien officier militaire : Robert Rubio.
Des policiers se précipitent dans la maison de Rubio, où ils découvrent le coffret de sûreté volé cuisant dans un barbecue. Dans le coffret, Catherine trouve un bout de tissu multi-colore et Grissom découvre une tache de sang, mais ils ne peuvent déterminer quels objets s'y trouvaient.
Dans le désert, Sam Brown rencontre les braqueurs venus lui remettre un objet. Ils seront retrouvés, abattus sur place, par la police. Sur les lieux, Grissom voit un foulard accroché à un bosquet et battant au vent. Il le prend, croyant qu'il peut le mener aux coupables.
Au laboratoire, Greg remet une photo à Grisson où apparaît deux plaies côte à côte alignées verticalement. Grissom déduit que Viviane a été tuée par une paire de ciseaux. Il demande à Warrick de l'aider à trouver l'empreinte de la paire de ciseaux sur le foulard. En recréant en partie son image, ils déterminent qu'il s'agit d'un gros format, peu courant, ayant servi à l'inauguration du Rempart, hôtel appartenant à Sam Brown.
Lorsque Catherine demande à Grissom de l'accompagner pour confronter Sam Brown, il lui confie la suite de l'enquête. Il révèle qu'il a rendez-vous pour une chirurgie. Lorsque Catherine lui demande si c'est pour son audition, Grissom confirme.
Rubio est amené au poste pour interrogatoire. Brass explique à Rubio comment il a tué le détective Lockwood à l'aide d'un fusil de précision, ainsi que les trois autres braqueurs de la banque. Brass donne le choix à Rubio : la condamnation à perpétuité ou la mort. Rubio réplique qu'il préfère le couloir de la mort, affirmant qu'il vivra plus longtemps.
Le titre en anglais est un message à sens multiples. Un coffre (box) a été dérobé et c'est un boîtier (box) de télécommande qui mènera de façon certaine aux braqueurs. Pour découvrir l'indice dans le boîtier, il a fallu que Grissom pense outside the box.